# Borgo San Giovanni
Borgo San Giovanni (bis 1929: Cazzimani, 1929–1945: Borgo Littorio) ist eine Gemeinde mit 2466 Einwohnern (Stand 31. Dezember 2023) in der Provinz Lodi in der italienischen Region Lombardei.

## Ortsteile
Im Gemeindegebiet liegen neben dem Hauptort die Fraktion Domodossola, sowie die Wohnplätze Ca’ de’ Geri und Case Nuove.